# Кабановка (Новомарковичский сельсовет)
Каба́новка (бел. Каба́наўка) — деревня в Новомарковичском сельсовете Жлобинского района Гомельской области Белоруссии.
До 2013 года являлась центром Кабановского сельсовета, ныне упразднённого.

## География

### Расположение
В 37 км на юг от Жлобина, в 17 км от железнодорожной станции Ящицы (на линии Жлобин — Калинковичи), в 100 км от Гомеля.

## Гидрография
На западной окраине мелиоративный канал.

## Транспортная сеть
Транспортная связь по просёлочной, а затем по автомобильной дороге Бобруйск — Гомель. Планировка состоит из чуть изогнутой меридиональной улицы, двухсторонне застроенной деревянными усадьбами. В 1987—1994 годах построены кирпичные дома на 70 квартир, в которых разместились переселенцы из мест, загрязнённых радиацией в результате катастрофы на Чернобыльской АЭС.

## История
По письменным источникам известна с XVIII века как деревня в Речицком повете Минского воеводства Великого княжества Литовского. После 2-го раздела Речи Посполитой (1793 год) находилась в составе Российской империи. В 1795 году — центр одноимённого поместья, хозяин которого помещик Бехлий владел в 1876 году 12 500 десятинами земли, 2 корчмами и конной мельницей. Согласно переписи 1897 года находились винокуренный завод, школа грамоты, хлебозапасный магазин, в Якимово-Слободской волости Речицкого уезда Минской губернии. В 1918 году в наёмном доме открыта школа.
В 1924 году в результате землеустройства фольварка Кабановка созданы посёлки Козлова Поляна, Великий Лес и хутора Зелёный Лес, Грузливка, Поселение, Цветок, Новосёл, Надежда и Кабановка, которые, кроме посёлка Великий Лес, сейчас не существуют. С 20 августа 1924 года — центр Кабановского сельсовета Стрешинского, с 4 августа 1927 года — Жлобинского, с 28 июня 1933 года — Стрешинского, с 17 декабря 1956 года — Жлобинского районов Бобруйского округа (до 26 июля 1930 года), с 20 февраля 1938 года — Гомельской области. В 1930 году организован колхоз «Коммунист», работали паровая мельница, 2 кузницы. 58 жителей погибли во время Великой Отечественной войны. Согласно переписи 1959 года — центр колхоза «Коммунист»; работают девятилетняя школа, Дом культуры, библиотека, фельдшерско-акушерский пункт, отделение связи, швейная мастерская, магазин.
С 2013 года в составе Новомарковичского сельсовета.

## Население
- 1795 год — 3 двора.
- 1897 год — 58 дворов, 376 жителей (согласно переписи).
- 1925 год — 113 дворов.
- 1959 год — 562 жителя (согласно переписи).
- 1997 год — 142 двора, 408 жителей[2].
- 2004 год — 130 хозяйств, 342 жителя.